# Blake Jenner
Blake Jenner (Miami, 1992. augusztus 27. –) amerikai színész, énekes. 
Legismertebb alakítása Ryder Lynn a Glee – Sztárok leszünk! című sorozatban.

## Élete és pályafutása
9 évesen novellákat kezdett írni, így úgy döntött, színész szeretne lenni. A középiskola alatti szabadidejét színjátszó szakkörökben töltötte, de iskolai darabokban is játszott. Miamiban nőtt fel, de Los Angelesbe költözött, hogy teljes munkaidőben színészkedhessen. Sok különböző munkája volt, többek között pincér, ruhabolti munkatárs, papagájeladó és gyorséttermi kiszolgáló. 
Rengeteg meghallgatás után vendégszerepet kapott a Melissa & Joey című sorozatban. Mivel megnyerte a The Glee Project műsor második évadját, szerepelhetett a Glee – Sztárok leszünk! című zenés sorozatban. 39 epizódban szerepelt, Ryder Lynnt játszotta.

## Magánélete
2015-ben házasodott össze Melissa Benoist szésznővel. Egy év házasság után Melissa benyújtotta a válási kérelmet, így elváltak.

## Szerepei
| Év        | Magyar cím (Eredeti cím)                            | Szerep          | Megjegyzés                                  |
| --------- | --------------------------------------------------- | --------------- | ------------------------------------------- |
| 2017      | - (Juvenile)                                        | Billy Forsetti  | Producer, író                               |
|           | - (American Animals)                                |                 |                                             |
| 2017      | Sidney Hall eltűnése (The Vanishing of Sidney Hall) | Brett Newport   | magyar hang: Előd Álmos                     |
| 2016      | A gonosz odabent vár (Within)                       | Tommy           | magyar hang: Bercsényi Péter                |
| 2016      | Egy magányos tinédzser (The Edge of Seventeen)      | Darian          |                                             |
| 2016      | - (Everybody Wants Some!!)                          | Jake            | Énekel a "Cherokee ChaCow" c. dalban        |
| 2016      | Supergirl (Supergirl)                               | Adam Foster     | TV sorozat, 2 epizód                        |
| 2012-2015 | Glee – Sztárok leszünk! (Glee)                      | Ryder Lynn      | TV sorozat, 39 epizód. Énekel: 20 epizódban |
| 2014      | - (Love at First Site)                              | Sydney Reynolds | Rövidfilm                                   |
| 2012      | - (The Truth in Being Right)                        | Jeffrey         | Rövidfilm                                   |
| 2011      | - (Wurlitzer)                                       | Alexander Moore | Rövidfilm, executive producer/producer      |
| 2011      | Melissa & Joey (Melissa & Joey)                     | Miller Collins  | TV sorozat, epizódszerep                    |
| 2010      | - (Fresh 2 Death 100)                               | Connor          | Rövidfilm                                   |

## Díjak és jelölések
| Év   | Díj                                   | Kategória                 | Munka                          | Eredmény |
| ---- | ------------------------------------- | ------------------------- | ------------------------------ | -------- |
| 2017 | San Diego International Film Festival | Kiemelkedő sztár          |                                | Elnyerte |
| 2013 | Teen Choice Awards                    | Kedvenc kitörő TV-színész | Glee – Sztárok leszünk! (Glee) | Elnyerte |